# Twelve Centennial Park Tower I
La Twelve Centennial Park Tower I est un gratte-ciel de 150 mètres de hauteur construit dans le Quartier d'affaires d'Atlanta de 2005 à 2007.
L'immeuble abrite 1 015 logements sur 39 étages.
L'architecte est l'agence Smallwood Reynolds Stewart Stewart & Associates, Inc. basée à Atlanta.
Le promoteur est Jim Borders.